# Leónidas Barletta
Leónidas Barletta (Buenos Aires, 30 agosto 1902 – Buenos Aires, 15 marzo 1975) è stato uno scrittore, giornalista, drammaturgo e regista argentino. Figura importante della sinistra indipendente argentina, fece parte del cosiddetto gruppo di Boedo.

## Carriera
Nel 1930 fondò il Teatro del Pueblo insieme alla moglie Josefa Goldar, di cui Barletta ne fu direttore teatrale dal 20 marzo 1931 fino alla morte. Era noto con il soprannome di uomo col campanello per via della sua abitudine di suonare un campanello per richiamare l'attenzione del pubblico, accompagnato dal grido: "Spettacolo, spettacolo...".
Nel 1941 uscì il film Los afincaos, diretto proprio da Barletta e basato sulla sceneggiatura tratta dalla sua omonima opera teatrale.
Su richiesta di Barletta si avvicinò anche Roberto Arlt al Teatro del Pueblo, dove metterà in scena quasi tutte le sue opere teatrali tra cui 300 millones, Saverio el Cruel e La isla desierta.

### Attività giornalistica
Nel periodo in cui svolse attività giornalistica, oltre a pubblicare diversi articoli fondò e diresse il quotidiano culturale Propósitos, edito da Editorial Claridad, di cui ne fu anche segretario editoriale.

## Opere

### Romanzi
- María Fernanda (1926)
- Vientres trágicos (1928)
- Vidas perdidas (1929)
- Royal circo (1930)
- La ciudad de un hombre (1942)
- El barco en la botella (1945)
- Historia de perros (1950)
- Primer cielo de Buenos Aires (1960)
- De espaldas a la luna (1964)
- Novela (1967)
- Aunque llueva... (1970)
- Un señor de Levita. Novela de Barrio Norte (1972)

### Racconti
- Cuentos realistas (1925)
- Los pobres (1927)
- La vida (1932)
- Vigilia, por una pasión (1935)
- La felicidad gris (1939)
- La señora Enriqueta y su ramito (1943)
- Cómo naufragó el Capitán Olssen (1943)
- Pájaros negros (1946)
- La flor; Cuentos de hadas; La mesa (1954)
- Cuentos del hombre que daba de comer a su sombra (1957)
- Nuevos cuentos (1961)

### Versi
- Canciones agrias (1924)
- Rada (1947)
- Aire de proa (1960)
- Oda al Paraná (1966)
- Canción de cuna (1966)
- Lengua de pájaro (1967)

### Altri
- El amor en la vida y en la obra de Juan Pedro Calou (1927)
- Odio (1931)
- Los destinos humildes (1938)
- La edad del trapo (1955)
- Viejo y nuevo teatro (1956)
- Manual del actor (1961)
- Boedo y Florida, una visión diferente (1967).
- Cecconi. Todo el Riachuelo (1972)

## Filmografia

### Regista
- Los afincaos (1941)